# 波兰君主列表
这是一份波兰君主的列表。在使用时，请注意以下问题：
封建割据时期的波兰并无统一政权。这张表中只列出那些获得克拉科夫的、名义上可以认为是全波兰地位最高的统治者（所谓克拉科夫大公，并不是一个世袭的头衔）。关于这一时期波兰各地的世袭统治者，请分别参见“相关条目”中各条目。

## 皮雅斯特王朝

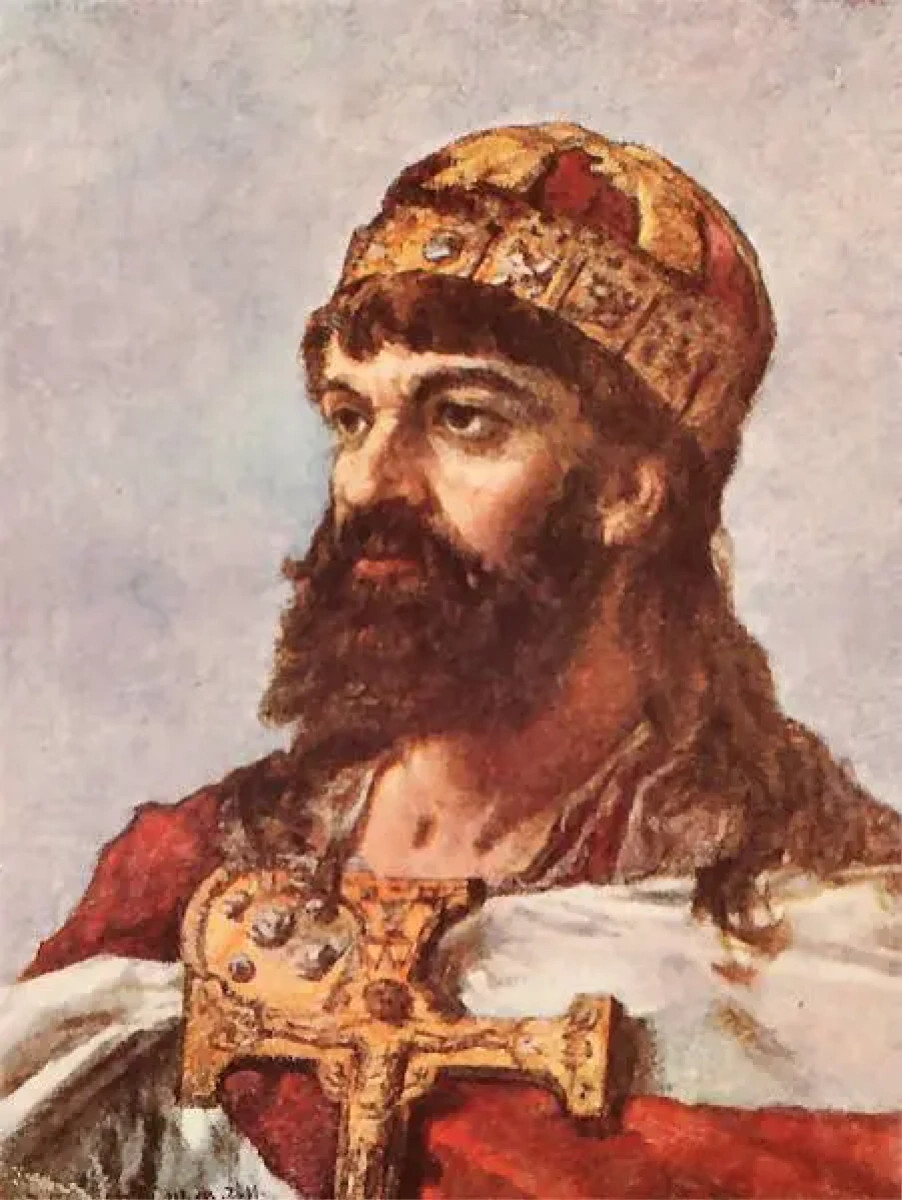
梅什科一世

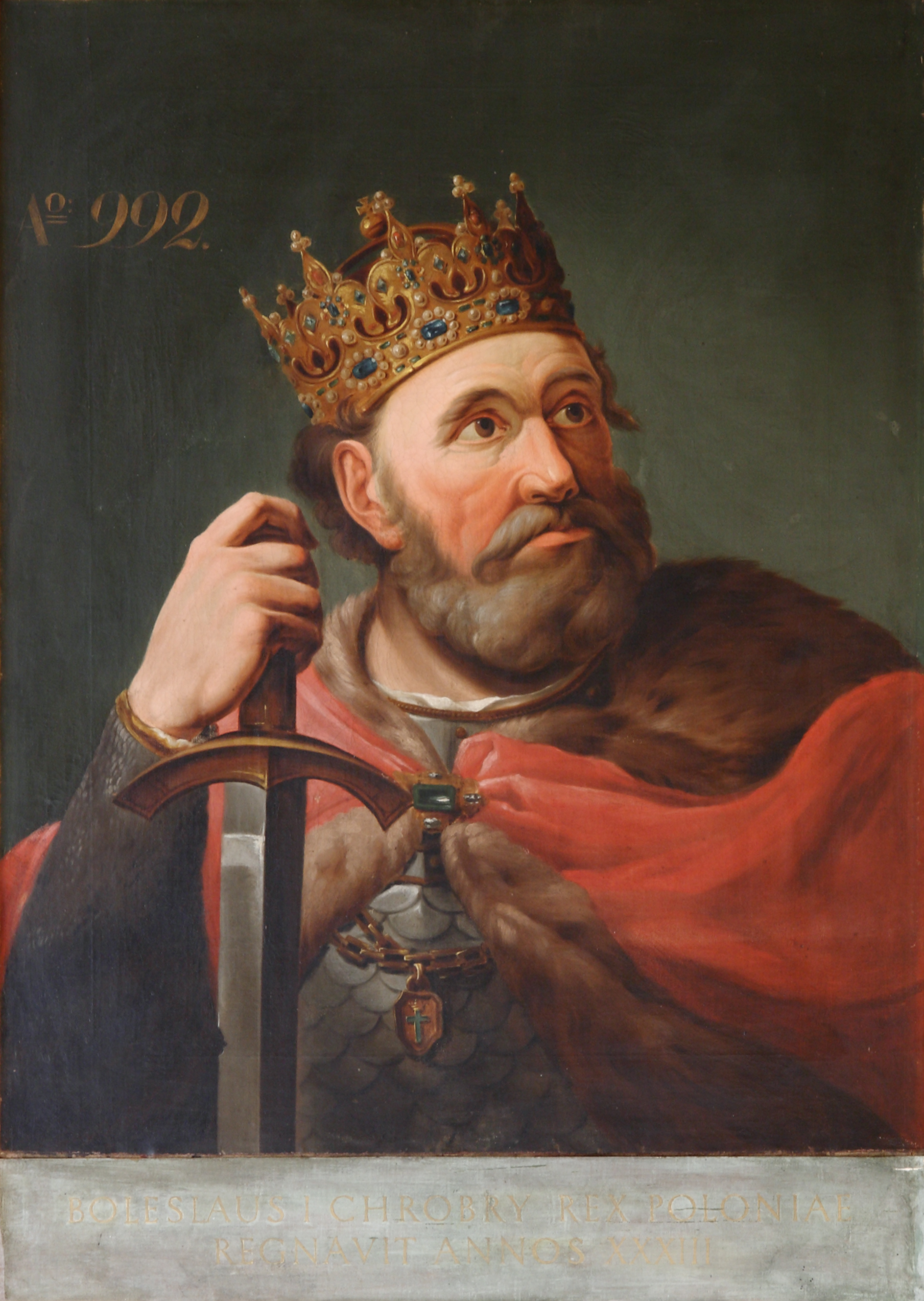
波列斯瓦夫一世

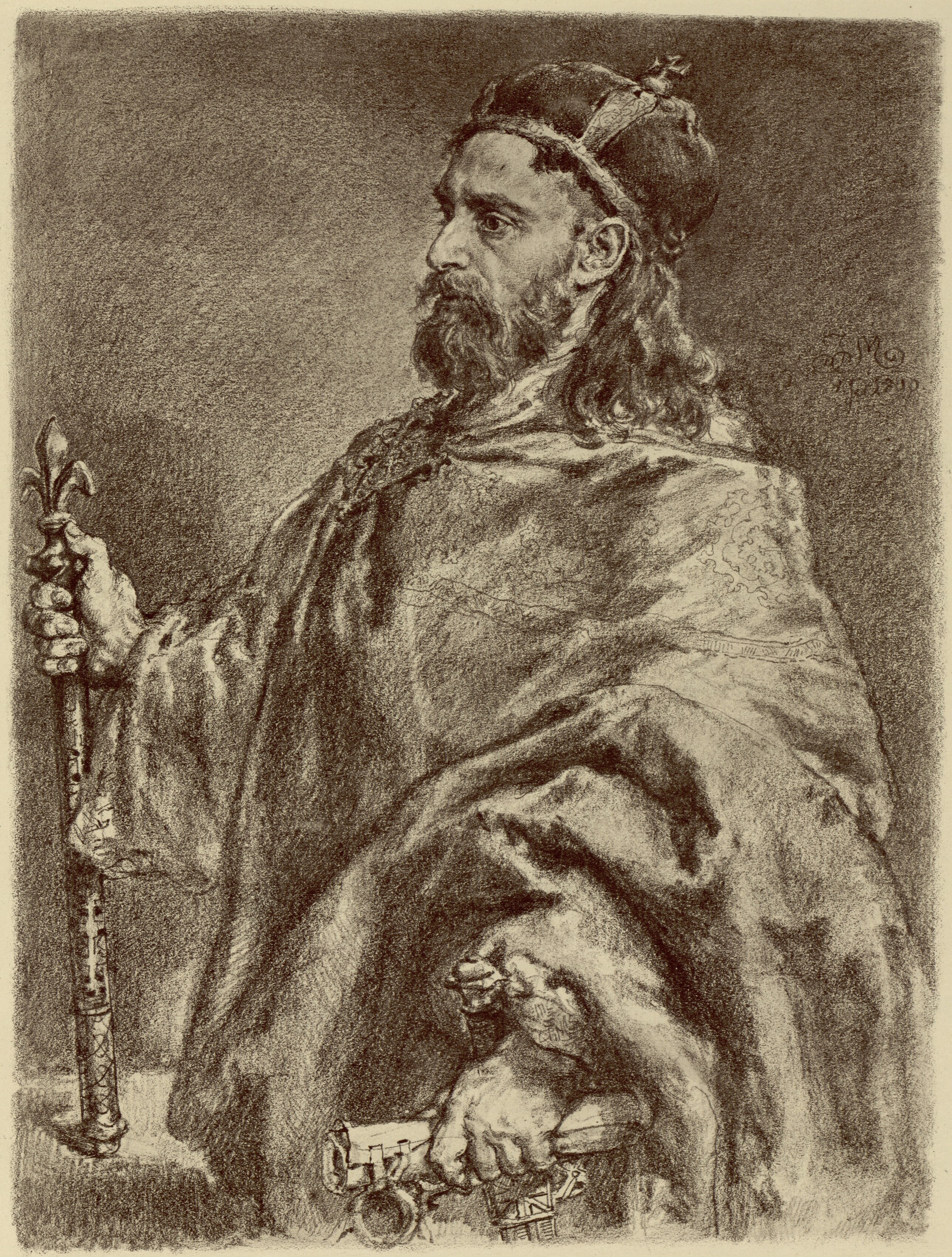
瓦迪斯瓦夫一世·赫爾曼

### 早期波兰王公
- 車輪匠皮雅斯特 約9世紀中
- 谢莫维特 约870年 - 约900年
- 萊謝克 约900年 - 约930年
- 谢莫米斯乌 约930年 - 约960年

### 波兰大公
- 梅什科一世 约960年 - 992年
- 波列斯瓦夫一世 992年 - 1025年
  - 1025年，波列斯瓦夫一世由格涅兹诺大主教加冕为第一个波兰国王

### 波兰国王

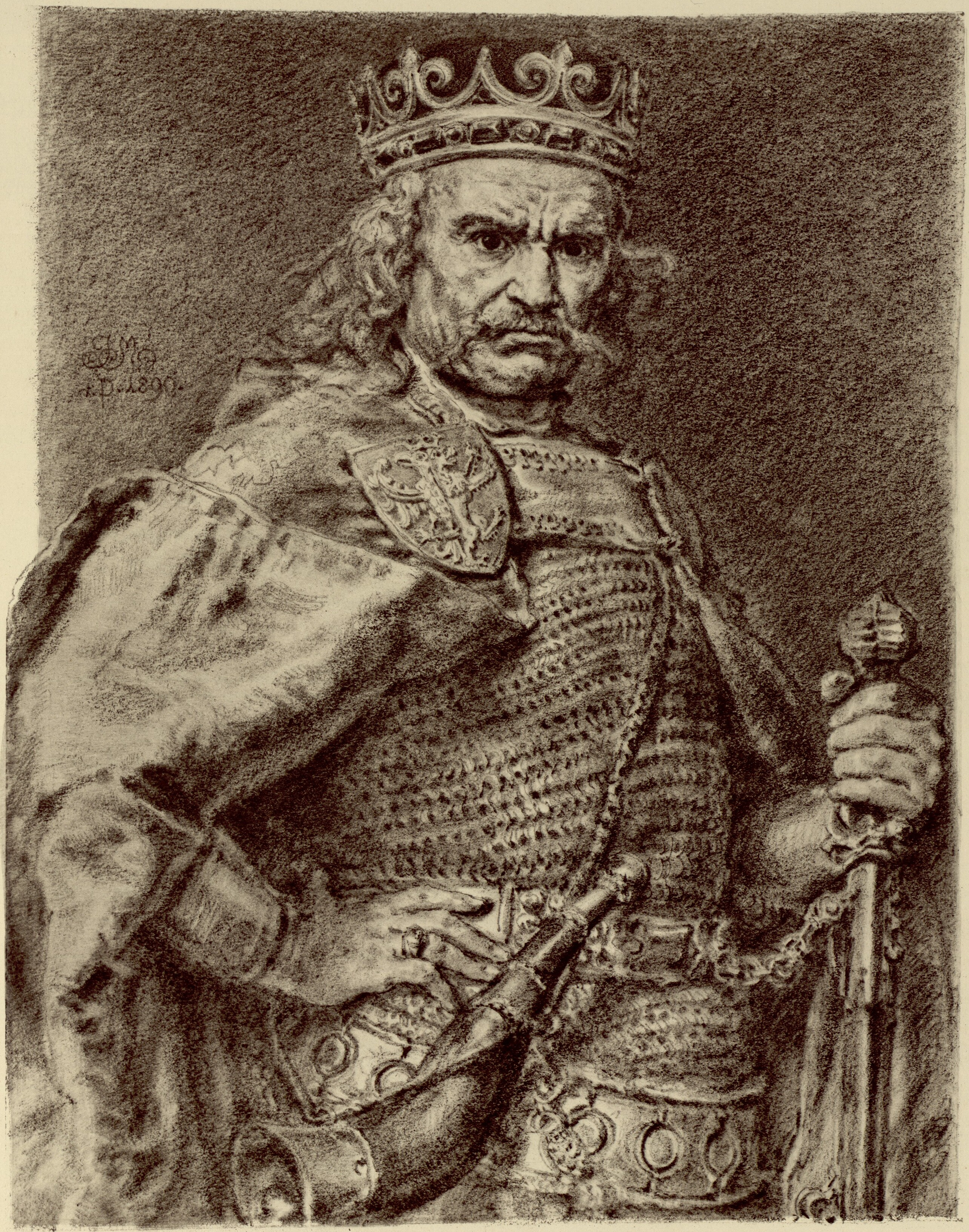
矮子瓦迪斯瓦夫一世

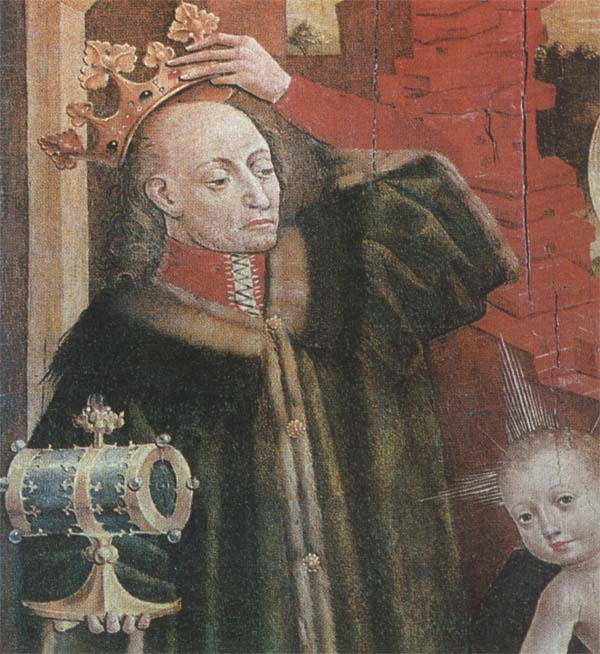
雅盖沃或瓦迪斯瓦夫二世

- 波列斯瓦夫一世 1025年
- 梅什科二世 1025年 - 1031年
- 貝斯普里姆 1031年 - 1032年
- 1032年 - 1033年：内战
  - 奧托
  - 迪特里克
  - 梅什科二世

### 波兰公爵
- 梅什科二世 1032年 - 1034年
  - 空位：1034年 - 1040年
- 卡齐米日一世 1040年 - 1058年
- 波列斯瓦夫二世 1058年 - 1076年

### 波兰国王
- 波列斯瓦夫二世 1076年 - 1079年

### 波兰公爵
- 瓦迪斯瓦夫一世·赫爾曼 1079年 - 1102年

### 波兰公爵（大波兰和小波兰）
- 兹比格涅夫 1102年 - 1107年（大波兰）
- 波列斯瓦夫三世 1102年 - 1138年（小波兰）
  - 1138年，波列斯瓦夫三世在遗诏中将波兰分为5个公国：大波兰、马佐夫舍、西里西亚、桑多梅日和克拉科夫。前4个公国分别传给他的4个儿子及其后代，而各支系中最年长的成员将获得克拉科夫，以“克拉科夫大公”的名义代表整个波兰。这个规则不久就遭到破坏，而且还产生了一些更小的公国。

## 封建割据时期

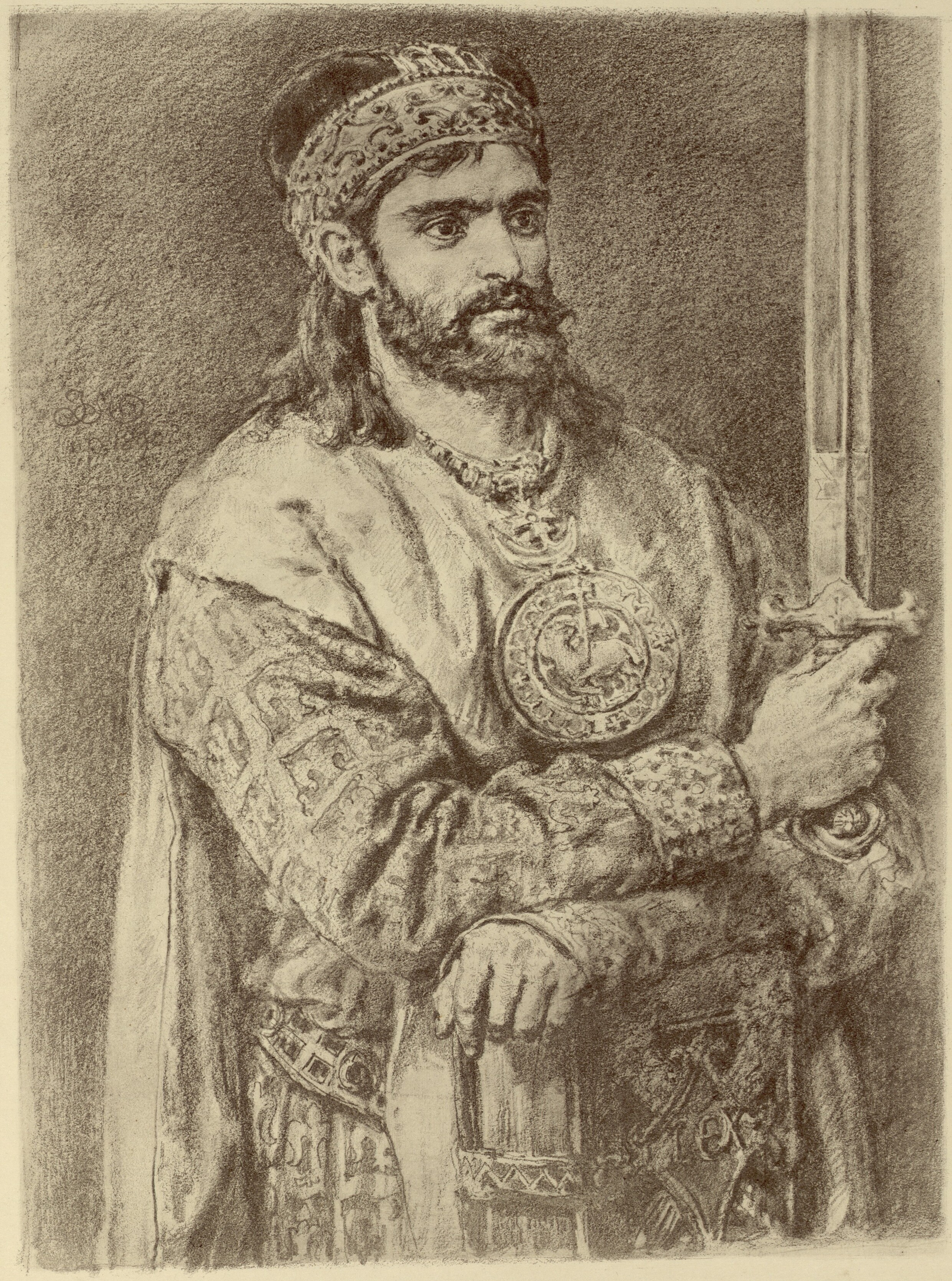
卡齊米日二世

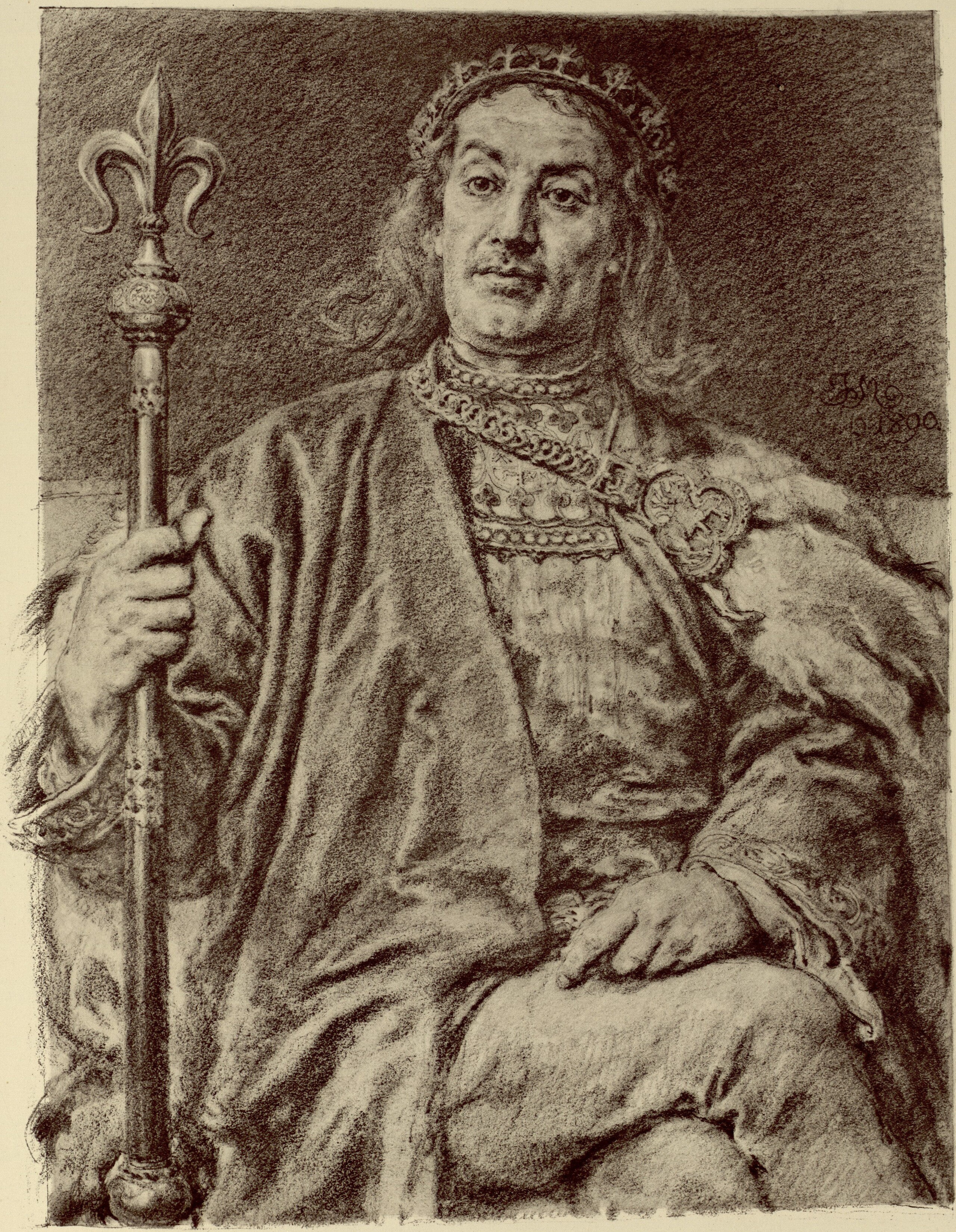
瓦迪斯瓦夫三世（大波蘭）

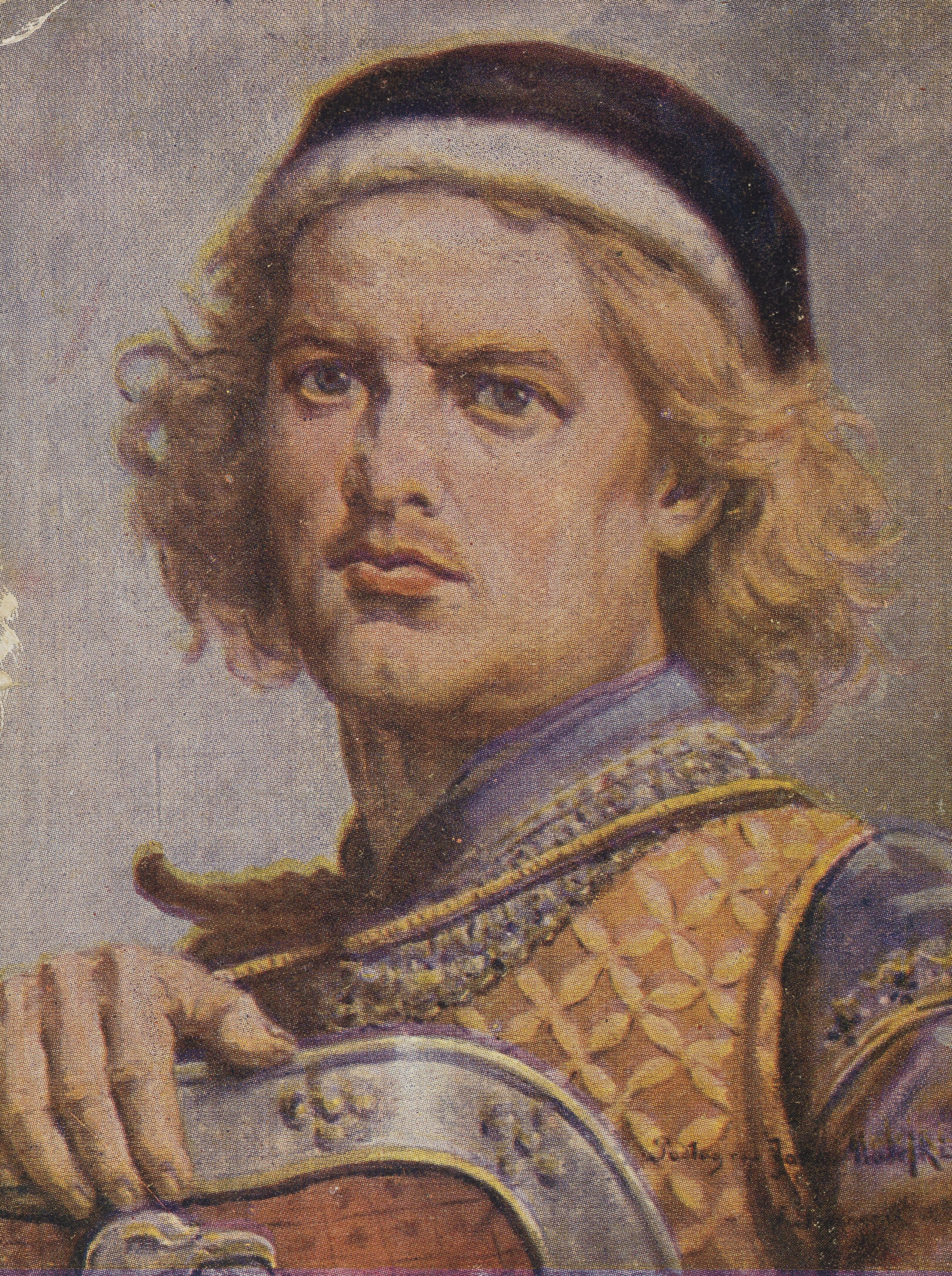
萊謝克一世

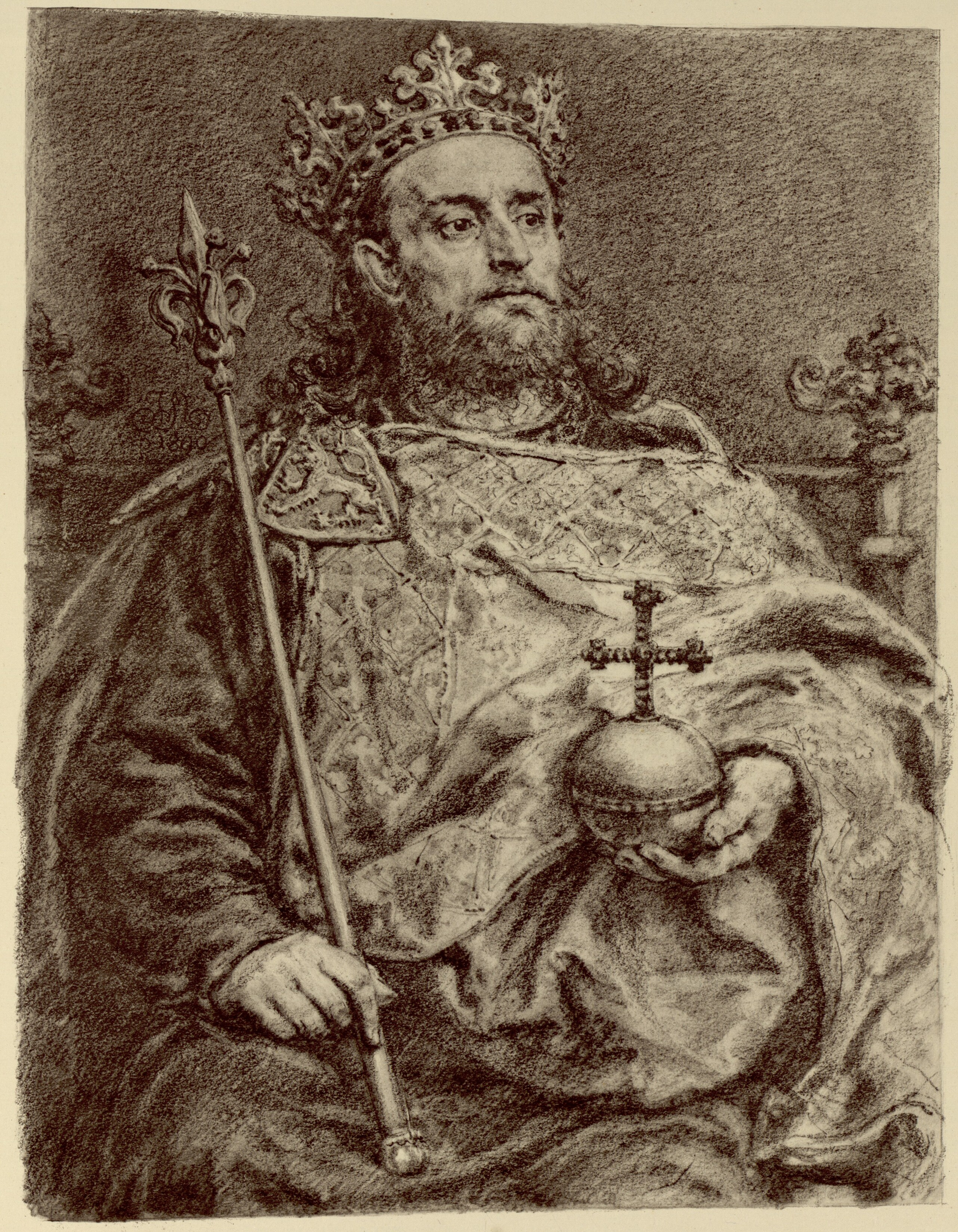
瓦茨拉夫二世

### 克拉科夫大公

#### 皮雅斯特王朝
- 瓦迪斯瓦夫二世 1138年 - 1146年
- 波列斯瓦夫四世 1146年 - 1173年
- 梅什科三世 1173年 - 1177年
- 卡齐米日二世 1177年 - 1191年
- 梅什科三世 1191年
- 卡齐米日二世 1191年 - 1194年
- 莱谢克一世 1194年 - 1195年

### 大波蘭公爵

#### 皮雅斯特王朝
- 梅什科三世 1195年
- 莱谢克一世 1195年 - 1199年
- 梅什科三世 1199年 - 1202年
- 瓦迪斯瓦夫三世 1202年
- 莱谢克一世 1202年 - 1210年
- 梅什科四世 1210年 - 1211年
- 莱谢克一世 1211年 - 1227年
- 瓦迪斯瓦夫三世  1227年 - 1228年
- 亨里克一世 1228年 - 1229年
- 康拉德一世 1229年 - 1230年
- 瓦迪斯瓦夫三世  1230年
- 康拉德一世 1230年 - 1232年
- 亨里克一世 1232年 - 1238年
- 亨里克二世 1238年 - 1241年
- 波列斯瓦夫二世 1241年
- 康拉德一世 1241年 - 1243年
- 波列斯瓦夫五世 1243年 - 1279年
- 萊謝克二世 1279年 - 1288年
- 亨里克四世 1288年 - 1290年
- 普熱梅斯瓦夫二世 1290年 - 1295年
  - 1295年，普热梅斯瓦夫二世恢复了国王头衔。

#### 普熱米斯爾王朝
- 瓦茨拉夫二世 1291年 - 1300年

#### 皮亚斯特王朝
- 普熱梅斯瓦夫二世 1295年 - 1296年

#### 普熱米斯爾王朝
- 瓦茨拉夫二世 1300年 - 1305年
- 瓦茨拉夫三世 1305年 - 1306年 加冕前遇刺身亡

### 波兰国王

#### 皮雅斯特王朝
- 瓦迪斯瓦夫五世 1306年 - 1320年
  - 瓦迪斯瓦夫五世恢复了波兰的统一。

## 波兰国王

### 皮亚斯特王朝
- 瓦迪斯瓦夫一世 1320年 - 1333年
- 卡齐米日三世 1333年 - 1370年

### 安茹-西西里王朝
- 卢德维克 1370年 - 1382年
- 雅德维加 1384年 - 1399年 
  - 雅德维加与立陶宛大公约盖拉结婚。

### 雅盖洛王朝
- 瓦迪斯瓦夫二世 1386年 - 1434年
- 瓦迪斯瓦夫三世 1434年 - 1444年
- 卡齐米日四世 1447年 - 1492年
- 扬一世 1492年 - 1501年
- 亚历山大一世 1501年 - 1506年
- 齐格蒙特一世 1506年 - 1548年
- 齐格蒙特·奥古斯特 1548年 - 1572年
  - 1572年齐格蒙特·奥古斯特去世后，波兰大贵族开始选举国王。

## 波蘭立陶宛選舉制君主
波蘭立陶宛聯邦在1569年成立，獲選的波蘭國王也會兼任立陶宛大公。
头衔：波兰国王和立陶宛大公。
| 名字                  | 图像 | 在位      | 生卒                                   | 王朝           | 注释 |
| --------------------- | ---- | --------- | -------------------------------------- | -------------- | --- |
| 亨里克五世            |      | 1573–1575 | 1551年9月19日 – 1589年8月2日（37歲）   | 瓦卢瓦         | 第一位當選國王，也是安茹公爵和奧爾良公爵；后因引起當地貴族不滿而遜位，回到法国，后成为法兰西国王亨利三世。               |
| 安娜                  |      | 1575–1586 | 1523年10月18日 – 1596年9月9日（72歲）  | 亚盖隆         | 齐格蒙特一世之女，亚盖隆王朝末代国王。后与斯特凡结婚和共治，丈夫去世后退隐修道院。                                       |
| 斯特凡                |      | 1576–1586 | 1533年9月27日 – 1586年12月12日（53歲） | 巴托里         | 与安娜国王结婚而登上王位。                                                                                               |
| 齐格蒙特三世          |      | 1588–1632 | 1556年6月20日 – 1632年4月30日（65歲）  | 瓦萨           | 齐格蒙特一世之外孙，共主邦联的支持者，1592年—1599年的瑞典国王，後來與叔叔卡爾九世爭位失敗，被瑞典議會廢黜後返回波蘭。    |
| 瓦迪斯瓦夫四世        |      | 1632–1648 | 1595年6月9日 – 1648年5月20日（52歲）   | 瓦萨           | 齐格蒙特三世之子，在位期間為波蘭黃金時期，並在斯摩稜斯克戰爭中擊敗俄羅斯沙皇國                                           |
| 扬·卡齐米日           |      | 1648–1668 | 1609年3月22日 – 1672年12月16日（63歲） | 瓦萨           | 退位为僧侣，瓦萨王朝最后一位君主。后被追加王号扬二世。                                                                   |
| 米哈乌                |      | 1669–1673 | 1640年5月31日 – 1673年11月10日（33歲） | 维希尼奥维茨基 | |
| 扬三世                |      | 1674–1696 | 1629年8月17日 – 1696年6月17日（66歲）  | 索别斯基       | 在位期間為波蘭中興時期，在維也納戰爭擊敗鄂圖曼帝國。                                                                     |
| 奥古斯特二世          |      | 1697–1706 | 1670年5月12日 – 1733年2月1日（62歲）   | 韦廷           | 同时为萨克森选王侯弗里德里希·奥古斯都一世。波瑞戰爭失敗後被迫退位，後來重登王位。                                        |
| 斯坦尼斯瓦夫          |      | 1706–1709 | 1677年10月20日 – 1766年2月23日（88歲） | 莱什琴斯基     | 大北方战争。 |
| 奥古斯特二世          |      | 1709–1733 | 1670年5月12日 – 1733年2月1日（62歲）   | 韦廷           | 第二次担任。 |
| 斯坦尼斯瓦夫          |      | 1733–1736 | 1677年10月20日 – 1766年2月23日（88歲） | 莱什琴斯基     | 波兰王位继承战争，退位後擔任洛林公爵。                                                                                   |
| 奥古斯特三世          |      | 1733–1763 | 1696年10月17日 – 1763年10月5日（66歲） | 韦廷           | 奥古斯特二世之子。奥古斯特三世與上任國王斯坦尼斯瓦夫爭位導致了波兰王位继承战争，削弱了波蘭國力，為日後瓜分波蘭種下禍根。 |
| 斯坦尼斯瓦夫·奥古斯特 |      | 1764–1795 | 1732年1月17日 – 1798年2月12日（66歲）  | 波尼亚托夫斯基 | 在位期间，立陶宛大公国和波兰王国合并；波兰被瓜分后退位；流亡俄罗斯并死于當地。                                           |

## 华沙公国
华沙公国是拿破仑一世在拿破仑战争时期建立的附庸國。

### 韦廷家族
- 弗雷德里希·奥古斯特 1807年 - 1815年

## 會議王國

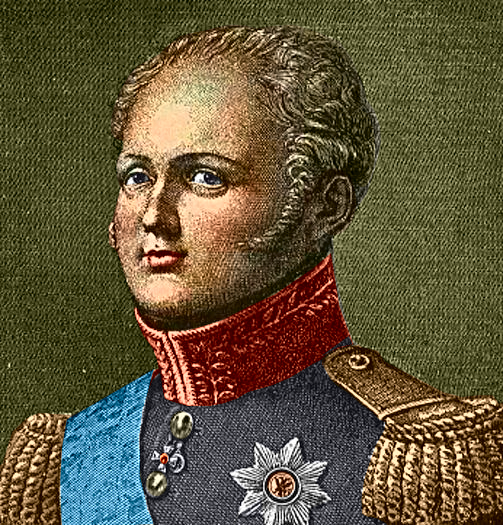
亚历山大二世

拿破仑战争后俄罗斯帝国在波兰建立的傀儡国家；由俄罗斯皇帝兼任波兰国王。

### 罗曼诺夫王朝
- 亚历山大一世 1815年 - 1825年
- 尼古拉一世 1825年 - 1855年 
  - 1831年曾被波兰十一月革命推翻，但未过一年即复位。
- 亚历山大二世 1855年 - 1864年
  - 亚历山大三世于1864年將王國直接併入帝國之內。直到俄国在1916年因第一次世界大战被德意志帝國佔領俄屬波蘭而失去了对波兰的控制。

## 摄政王国
第一次世界大战期间由德國在俄屬波兰扶立的傀儡国家波蘭摄政王国，并没有真正地选举君主，一直由德皇直接统治。
在同盟国战败后，波兰恢复独立并成为一个共和国。参见主条目：
- 波兰第二共和国